# Reakcja równoległa
Reakcja równoległa – reakcja chemiczna, która polega na jednoczesnym przebiegu kilku różnych procesów z udziałem tych samych substratów.
Przykładem tego typu reakcji jest nitrowanie toluenu. Reakcja ta składa się z równoległych procesów prowadzących do otrzymania głównie orto- i para-nitrotoluenu oraz minimalnej ilości meta-nitrotoluenu.